# 武卡什·法比安斯基
武卡什·马雷克·法比安斯基（波蘭語：Łukasz Marek Fabiański，發音：[ˈwukaʂ faˈbʲaɲski]；1985年4月18日—），是一名波蘭職業足球員，司職守門員，現時效力英超球會韋斯咸。

## 生平

### 阿森纳
法比安斯基早年主要效力國內一些球會，曾奪得波蘭甲組足球聯賽最佳門將。2007年夏天以200萬英鎊加盟英超球隊阿仙奴。他加盟阿仙奴一事雖未受矚目，但外界普遍都不大看好。蓋因作為球隊的第三號門將，前新特蘭門將潘姆在加盟阿仙奴後一場正式比賽也沒有參與過，結果轉會到屈福特爭取出場機會。
2007年10月31日法比安斯基在英格蘭聯賽盃對錫菲聯的比賽中領隊雲加看中他經驗而把隊長袖章交給他。2008/2009年球季因莱曼離隊而成為球隊的第二號門將。

### 斯旺西城
2014年5月29日，29歲的法比安斯基於6月底約滿阿仙奴後會以自由身加盟另一英超球會史雲斯，合約為期四年。

### 西汉姆联
2018年6月20日，英超俱乐部西汉姆联宣布法比安斯基以700万英镑的价格转会。他与俱乐部签订了一份为期三年的合同。

## 榮譽

### 球會
阿仙奴
- 英格蘭足總盃冠軍：2014年

韋斯咸
- 歐協聯冠軍 : 2022-23[4]

## 外部連結
- 史雲斯官網簡歷
- 足球数据库：烏卡什·法比安斯基的球员统计数据
- Lukasz 波蘭足總官網國際賽統計 （页面存档备份，存于） （波兰語）